# Лабинский отдел
Лабинский (Армавирский) отдел — административная единица в составе Кубанской области Российской империи и Кубано-Черноморской области РСФСР, существовавшая в 1888—1924 годах. Административный центр — город Армавир.

## География
Отдел занимал восточную часть Кубанской области и на востоке граничил со Ставропольской губернией.

### Современное состояние
На территории бывшего Лабинского отдела Кубанской области сейчас располагаются части Гулькевичского, Новокубанского, Курганинского, Лабинского, Успенского районов Краснодарского края, а также Новоалександровского, Изобильненского и части Шпаковского районов Ставропольского края.

## История
- Отдел образован в 1888 году в составе Кубанской области с центром в селе Армавир из части территорий Баталпашинского, Кавказского и Майкопского уездов.
- После установления Советской власти на Кубани в марте 1920 года Лабинский отдел вошёл в состав вновь образованной Кубано-Черноморской области.
- 12 ноября 1920 года Лабинский отдел был переименован в Армавирский.
- 2 июня 1924 года была ликвидирована Кубано-Черноморская область и все отделы входившие в неё. Большая часть территории Армавирского отдела вошла в состав Армавирского округа Юго-Восточной области.

## Административное устройство
В 1913 году в состав отдела входило 4 волостных правления и 33 станицы:
- Волостные правления:
  - Армавирское — селение Армавир,
  - Кубанское — селение Кубанское,
  - Ново-Михайловское — селение Ново-Михайловское,
  - Успенское — селение Успенское,
- Станицы:

| - Ахметовская, - Барсуковская, - Бесскорбная, - Бесстрашная, - Владимирская, - Вознесенская, - Григориполисская, - Зассовская, - Каладжинская, - Каменнобродская, - Константиновская, | - Курганская, - Лабинская, - Михайловская, - Надёжная, - Николаевская, - Ново-Александровская, - Ново-Марьевская, - Ново-Троицкая, - Отважная, - Петропавловская, - Подгорная, - Попутная, | - Прочноокопская, - Расшеватская, - Родниковская, - Рождественская, - Сенгилеевская, - Темижбекская, - Темнолесская, - Тенгинская, - Убеженская, - Упорная, - Урупская, - Чамлыкская. |

По состоянию на 26 января 1923 года в состав отдела входило 38 волостей:
| 1. Армавирская, 2. Барсуковская, 3. Беломечетская, 4. Бесскорбная, 5. Богословская, 6. Братково-Опочиновская, 7. Великокняжеская, 8. Владимирская, 9. Вознесенская, 10. Григориполисская, | 1. Ивановская, 2. Каменнобродская, 3. Карамурзинская, 4. Казьминская, 5. Коноковская, 6. Кубанская, 7. Константиновская, 8. Курганная, 9. Кургоковская, 10. Лабинская, | 1. Невинномысская, 2. Николаевская, 3. Новоалександровская, 4. Новомихайловская, 5. Новотроицкая, 6. Отважная, 7. Отрадная, 8. Прочноокопская, 9. Рождественская, | 1. Спокойная, 2. Старомихайловская, 3. Убеженская, 4. Удобная, 5. Упорная, 6. Успенская, 7. Урупская, 8. Урупская горная, 9. Чамлыкская. |

## Населённые пункты
Крупнейшие населённые пункты (население, конец XIX века):
| - г. Армавир (18 113) - ст-ца Лабинская (14 286) - ст-ца Михайловская (10 245) - ст-ца Урупская (10 000) - ст-ца Вознесенская (9 529) - с. Новомихайловское (9 137) - ст-ца Петропавловская (8 956) - ст-ца Расшеватская (8 540) - ст-ца Родниковская (7 996) | - ст-ца Владимирская (7 823) - ст-ца Попутная (7 342) - ст-ца Чамлыкская (6 987) - ст-ца Новотроицкая (6 264) - ст-ца Прочноокопская (5 729) - с. Кубанское (5 610) - ст-ца Новоалександровская (5 249) - ст-ца Каменнобродская (5 166) | - ст-ца Рождественская (5 143) - ст-ца Бесскорбная (5 000) - ст-ца Николаевская (4 367) - ст-ца Константиновская (4 268) - с. Успенское (4 132) - ст-ца Курганная (3 918) - ст-ца Сенгилеевская (3 696) - ст-ца Новомарьевская (3 542) |

## Население
Национальный состав отдела в 1897 году:
| Национальность | Численность, чел. | Доля от всего населения, % |
| -------------- | ----------------- | -------------------------- |
| русские        | 229 954           | 75,2                       |
| украинцы       | 57 850            | 18,9                       |
| немцы          | 5870              | 1,9                        |
| армяне         | 5162              | 1,7                        |
| белорусы       | 3881              | 1,7                        |
| другие         | 3016              | 1,0                        |
| Итого:         | 305 733           | 100,00                     |

Распределение населения по половому признаку:
- мужчины — 154 396 (50,5 %)
- женщины — 151 337 (49,5 %)

## Атаманы Лабинского отдела
Кравченко, Никифор Иосифович